# Sastre (Santa Fé)
Sastre é uma comuna da província de Santa Fé, na Argentina.